# Nico, 1988
Nico, 1988 is een Engelstalige Italiaans-Belgische biografische film uit 2017 over de laatste twee jaar van het leven van de Duitse zangeres Nico. De film werd geregisseerd door Susanna Nicchiarelli en ging in première op 30 augustus 2017 op het filmfestival van Venetië, waar het een Orrizonti Award won voor beste film.

## Rolverdeling
| Acteur               | Personage |
| -------------------- | --------- |
| Trine Dyrholm        | Nico      |
| John Gordon Sinclair | Richard   |
| Anamaria Marinca     | Sylvia    |
| Sandor Funtek        | Ari       |
| Thomas Trabacchi     | Domenico  |
| Karina Fernandez     | Laura     |

## Ontvangst
In 2018 bij de Premi David di Donatello won de film vier prijzen, waaronder 'beste scenario' voor Susanna Nicchiarelli. De film werd positief ontvangen op Rotten Tomatoes, waar het 91% goede reviews ontving, gebaseerd op 68 beoordelingen. Cinemagazine gaf de film vier sterren.